# Take Two (bài hát)
"Take Two" là một bài hát của nhóm nhạc nam người Hàn Quốc BTS. Ca khúc đã được phát hành dưới dạng đĩa đơn vào ngày 9 tháng 6 năm 2023 thông qua hãng Big Hit Music. Bài hát được sáng tác nhằm để kỷ niệm 10 năm thành lập nhóm nhạc cũng như là một phần trong chương trình BTS Festa 2023.  Ca khúc do hai rapper chính RM và J-Hope sáng tác và được Suga đảm nhận vai trò sản xuất.

## Bối cảnh sáng tác
Vào ngày 31 tháng 5 năm 2023, Big Hit đã chính thức công bố bài hát kèm thêm nhan đề và ngày phát hành của bài hát. BTS khẳng định rằng, ca khúc thể hiện niềm tự hào của họ đối với ARMY cùng với niềm khát khao "luôn được ở cùng nhau mãi mãi". Nhan đề của ca khúc cũng nhằm phản ánh về giai đoạn tiếp theo của BTS. Bài hát có sự góp giọng đầy đủ của cả bảy thành viên trong ban nhạc mặc dù cả Jin và J-Hope đều đang thực hiện nghĩa vụ quân sự bắt buộc tại thời điểm phát hành ca khúc.

## Diễn biến thương mại
Tại Hàn Quốc, “Take Two” nhanh chóng lọt vào bảng xếp hạng Circle Digital Chart ở vị trí thứ 14 chỉ vài ngày sau khi phát hành. Còn tại Nhật Bản, đĩa đơn đã lọt vào bảng xếp hạng Billboard Japan Hot 100 tại vị trí thứ 6.

## Bảng xếp hạng
| Bảng xếp hạng (2023)               | Thứ hạng |
| ---------------------------------- | -------- |
| Úc (ARIA New Music Singles)        | 18       |
| Ireland (IRMA)                     | 71       |
| Nhật Bản (Japan Hot 100)           | 6        |
| Nhật Bản (Oricon Combined Singles) | 20       |
| Litva (AGATA)                      | 30       |
| New Zealand (RMNZ Hot Singles)     | 4        |
| Hàn Quốc (Circle)                  | 14       |
| Anh Quốc (OCC)                     | 59       |